# 전라남도광양평생교육관
전라남도광양평생교육관(全羅南道光陽平生敎育館)은 주민의 다양한 교육욕구를 수용하고 평생교육을 통한 삶의 질을 향상하기 위하여 전라남도교육청 산하에 설치된 소속기관이다.

## 연혁
- 2005년 1월 1일: 전라남도광양평생교육관 설립
- 2005년 1월 14일: 전라남도광양평생교육관 건물 준공
- 2005년 8월 29일: 개관식
- 2007년 2월 2일: 전라남도시범평생학습관 지정
- 2008년 2월 2일: 전라남도시범평생학습관 지정
- 2009년 2월 2일: 전라남도평생학습관 지정